# LG Q92
LG Q92는 LG 전자에서 2020년에 출시한 스마트폰이다. 가격은 LG 벨벳의 절반정도 되며, 스펙은 가격에 비해 준수한 편이다. 카메라 또한 보급형 스마트폰 치고는 매우 준수한 성능을 가지고 있다. 경쟁 모델로는 갤럭시 A51이다. 색상은 레드, 그레이, 화이트가 있으며 단점으로는 보급형 스마트폰이기에 뒷면 재질이 플라스틱이라는 점이다.